# Patrick Proisy
Patrick Proisy (Evreux, 10 de Setembro de 1949) é um ex-tenista profissional francês.

## Grand Slam finais

### Simples (1 vice)
| Resultado | Ano  | Campeonato       | Oponente      | Placar             |
| Vice      | 1972 | Aberto da França | Andrés Gimeno | 6–4, 3–6, 1–6, 1–6 |